# 大川雅大
大川 雅大（おおかわ まさひろ、本名：米良 雅大（めら まさひろ）、1989年3月31日 - ）は、日本の元俳優。株式会社宝映テレビプロダクションに所属していた。現在は企画・制作、ライバーマネジメント、イベントプロデュース等を行っている。

## 来歴・人物
- 千葉県茂原市出身。
- 真岡市立真岡中学校、私立文星芸術大学附属高等学校卒業。
- 幼い頃から母・祖母との3人暮らしであった。
- 小学・中学校でサッカー部に所属。ポジションはゴールキーパー。小学3年時から趣味でボウリングを始め、千葉県ボウリング協会主催「県民の日ボウリング大会」では地区予選を通過し、当時ジュニアで県9位に入賞。
- 芸能界に入る前は社会福祉士を目指していた。
- 母はシンガーソングライターの米良礼子。父方の祖父は政治家・浜田幸一の元秘書。父も音楽家であり、芸術の血を継いでいる。
- 2005年、『笑っていいとも!』の祝日特別企画「電車男コンテスト」に出演。レギュラー出演者には、同じ茂原市出身の小倉優子も出演している。コーナーでは電車のアナウンスと馬の鳴きまねを披露。タモリ、レギュラー出演者に好評だった。
- 『太陽と海の教室』で共演した松永一哉と仲が良い。また、水田航生・木ノ本嶺浩・柴崎佳佑・松永隼とも交友がある。
- 自分にとっての第二の故郷は静岡県三ヶ日町だと、ブログに度々書いている。
- 2011年末に俳優業を引退。引退後は企画・制作・キャスティング・マネジメント業に転身。
- 2020年、静岡県より補助金を受け、自身初プロデューサー作品となる短編映画「みかんのはなし」（主演・佐々木ありさ）を制作、発表。

## 出演

### 映画
- スケバン刑事 コードネーム=麻宮サキ（深作健太監督、2006年） - 爆弾を巻いた赤いジャージの男
- 包帯クラブ（堤幸彦監督、2007年）
- ごくせん THE MOVIE（佐藤東弥監督、2009年） - 川上雅大役
- 静岡県三ヶ日町短編映画「がんばりますかっ！」（バンタン映画映像学院製作/禱映監修、2009年） - 中村信太郎役[1]

### テレビドラマ
- 野ブタ。をプロデュース 第2話（2005年、日本テレビ）
- いつみても波瀾万丈 花田勝編（2006年、日本テレビ） - 花田勝役
- プロポーズ大作戦（2007年4月 - 6月、フジテレビ）
- P&Gパンテーンドラマスペシャル かるた小町（2008年2月11日、フジテレビ） - 牛山役
- ディズニーチャンネル ザ・休み時間 （2008年、スカパー!） - 田中役
- 太陽と海の教室（2008年7月 - 9月、フジテレビ） - 丸山大輔役
- 侍戦隊シンケンジャー 第3幕（2009年3月1日、テレビ朝日） - コージ役
- ごくせん 卒業スペシャル'09（2009年3月28日、日本テレビ）
- 金曜プレステージ さだまさしドラマスペシャル 故郷〜娘の旅立ち〜（2011年7月5日、フジテレビ） - 太郎役

### バラエティ
- 森田一義アワー 笑っていいとも!（2005年、フジテレビ） - 「電車男コンテスト」コーナー出演
- 新春かくし芸大会2007（2007年、フジテレビ）
- ごくせん特番 7年間の歴史すべて見せますSP!!（2009年7月11日、日本テレビ）

### CM
- ROUND1「ボウリング甲子園・入場行進篇」（2007年）
- 静岡県三ヶ日町（2010年）[2]

### WEB
- グランツーリスモ「Akiba Grand Prix」（2009年）

### VP
- 全国銀行協会「環境融資教育プログラム」（2010年） - だいち役

### 広告
- トランスコスモス
- 法務省 裁判員制度 （2007年 - 2010年）

### 舞台
- 宝映テレビプロダクション・プロデュース作品
  - 「TRAPPING HOUSE」（脚本：水野宗徳 演出：今村クニト、2004年）
  - 「TSUTOMU」（原作：横内謙介 脚色・演出：田子裕史、2004年）
  - 「トウキョウラヂヲ」（監修：水野宗徳 脚本：金沢知樹　演出：今村クニト、2005年） - 立花秀男役
  - 「CONSOLE BOYS AND GIRLS」（脚本・演出：篠原明夫（シノハラステージング）、2005年）
  - 「DEAD LINE」（脚本・演出：杉野なつ美、2006年） - 警察官役
  - 「気分はスウィートルーム」（脚本：Happy-oh!!boys&girls 演出：田子天彩、2006年）
  - 「運命のディスク」（脚本・演出：A・ロックマン、2009年） - 田口役
  - 「ポンポン島」（脚本・演出：金沢知樹、2010年）
- 「わかくさのうた」（作・演出：高木宏道、2010年） - 大沢役
- 劇団THE東京ピチピチBOYS「悪さしながら男なら、小粋で優しい馬鹿でいろ」（脚本：市川十億衛門　演出：久永輝明、2011年） - 看守・小陣毬役
- G&Gアクターズファクトリー vol.3「夏草〜夜明けを待ちながら〜」（脚本：望月武　演出：田中優樹、2011年） - ネコ耳 / 根津康文役

## キャスティング作品

### 舞台
- 「if〜不思議な運命の物語」（2011年）
  - 主な出演者：瀬戸早妃　他
- 「Bitter Room」（2012年）
  - 主な出演者：今村聡・小島祐輔・望月柊成・下川真矢　他
- 「青葉大学新聞部物語」（2012年）
  - 主な出演者：加藤翔平・本田昂也・村上玲・瀧内公美・町理恵　他
- 「ホテルグリーンイン燕三条」（2012年）
  - 主な出演者：たかぎひろみち・永嶋柊吾・愛萌・尾本卓也　他
- 「DOWNTOWN HOTEL」（2012年）
  - 主な出演者：木村公一・市川円香・浅野昭子　他
- 「スクエア〜SQUARE」（2012年）
  - 主な出演者：伊藤玻羅馬・戸田慎吾　他
- 「愛しの★ギョレンジャー」（2013年）
  - 主な出演者：松永一哉・福永マリカ・新妻さと子・市川円香・冴月里実　他

### 広告
- 酒井医療株式会社
- 日本経済新聞